# Juho Vennola
Juho Heikki Vennola (n. 19 de junio de 1872 en Oulu – f. el 3 de diciembre de 1938 en Helsinki) fue un catedrático de Economía en la Universidad de Helsinki, miembro del Parlamento de Finlandia, y político del Partido Progresista Nacional, y se desempeñó como primer ministro de Finlandia en tres ocasiones.
El primer gobierno de Vennola fue desde el 15 de agosto de 1919 al 15 de marzo de 1920 y el segundo desde el 9 de abril de 1921 al 2 de junio de 1922. Fue también primer ministro durante el segundo gobierno de Pehr Evind Svinhufvud del 18 de febrero al 22 de marzo de 1931. También fue ministro de Hacienda (1918–1919), de Comercio e Industria (1919), de Asuntos Externos (1922–1924) y nuevamente de Hacienda (1930–1931).
Vennola fue miembro del Parlamento de 1919 a 1930.